# Åke Ohberg
Åke Ohberg (20 de julio de 1905 - 18 de julio de 1975) fue un actor, director, productor y cantante de nacionalidad sueca.

## Biografía
Nacido en Västerås, Suecia, Åke Ohberg estudió en el Lorensbergsteatern de Gotemburgo en la década de 1920. Entre 1921 y 1932 estuvo comprometido con el Stadsteater de Helsingborg, y entre 1935 y 1936 con el Vasateatern de Estocolmo. 
En los años 1930 y 1940 Ohberg fue un popular actor cinematográfico. Debutó con la película de Gustaf Molander Vi som går köksvägen en 1932. Como director, su primer film, realizado en 1940, fue Romans.
Åke Ohberg falleció en Marbella, España, en el año 1975. Fue enterrado en el Cementerio Norra begravningsplatsen de Estocolmo. Había estado casado con las actrices Birgit Chenon (desde 1931 a 1936, año en que se divorció) y Peggy Lindberg (desde 1937 hasta su muerte en 1975).

## Filmografía

### Actor
- 1932 : Vi som går köksvägen
- 1933 : Den farliga leken
- 1933 : Luftens Vagabond
- 1933 : Två man om en änka
- 1935 : Äktenskapsleken
- 1936 : Kungen kommer
- 1936 : Kärlek och monopol
- 1936 : Min svärmor - dansösen
- 1937 : En flicka kommer till sta'n
- 1937 : Laila
- 1938 : Fram för framgång
- 1939 : Rosor varje kväll
- 1939 : Landstormens lilla Lotta
- 1939 : Midnattssolens son
- 1940 : Stora famnen
- 1940 : Med livet som insats
- 1940 : Hanna i societén
- 1940 : Frestelse
- 1940 : Romans
- 1941 : Ung dam med tur
- 1941 : Snapphanar
- 1943 : Elvira Madigan
- 1944 : Narkos
- 1944 : Snöstormen
- 1944 : Stopp! Tänk på något annat (voz)
- 1945 : Flickor i hamn
- 1946 : Jag älskar dig, argbigga
- 1947 : Dynamit
- 1949 : Vi flyger på Rio
- 1949 : Sampo Lappelill (narrador)
- 1950 : Förbjuden djungel (narrador)
- 1960 : Gustaf Wasa del I (narrador)

### Director
- 1940 : Romans
- 1941 : Snapphanar
- 1942 : Man glömmer ingenting
- 1943 : Elvira Madigan
- 1944 : Stopp! Tänk på något annat
- 1944 : Snöstormen
- 1945 : Flickor i hamn
- 1945 : Rosen på Tistelön
- 1946 : Jag älskar dig, argbigga
- 1946 : Brita i grosshandlarhuset
- 1947 : Dynamit
- 1947 : Folket i Simlångsdalen
- 1948 : Dit vindarna bär
- 1949 : Vi flyger på Rio
- 1950 : Ung och kär
- 1951 : Min vän Oscar
- 1953 : Göingehövdingen
- 1955 : Ute blåser sommarvind
- 1961 : Ole!: Meg ser på Spanien (TV)

### Guionista
- 1936 : Min svärmor - dansösen

### Productor
- 1947 : Dynamit
- 1947 : Folket i Simlångsdalen
- 1948 : Dit vindarna bär
- 1955 : Ute blåser sommarvind

## Teatro (selección)

### Actor
- 1932 : Juvelstölden, de Ladislas Fodor, dirección de Nils Johannisson, Teatro Oscar[3]
- 1934 : En kvinna som vet vad hon vill, de Louis Verneuil, Alfred Grünwald y Oscar Straus, dirección de Nils Johannisson, Teatro Oscar[4]
- 1935 : Noak, de André Obey, dirección de Per Lindberg, Vasateatern[5]
- 1935 : Kamratäktenskap, de Michael Egan, dirección de Per Lindberg, Vasateatern[6]
- 1935 : Innanför grindarna, de Sean O'Casey, dirección de Per Lindberg, Vasateatern[7]
- 1935 : El mercader de Venecia, de William Shakespeare, dirección de Per Lindberg, Vasateatern[8]
- 1936 : Den store guden Brown, de Eugene O'Neill, dirección de Per Lindberg, Vasateatern
- 1936 : Han som ville bli bedragen, de Fernand Crommelynck, dirección de Per Lindberg, Vasateatern[9]
- 1936 : Melodien som kom bort, de Kjeld Abell, dirección de Per Lindberg, Vasateatern[10][11]
- 1938 : George and Margaret, de Gerald Savory, dirección de Edvin Adolphson, Teatro Oscar[12][13]
- 1939 : Pricken, de Svend Rindom, dirección de Svend Rindom, Teatro Oscar[14]
- 1944 : Den obetvingade segern, de Maxwell Anderson, dirección de Sam Besekow, Blancheteatern[15]
- 1945 : Det blåser en vind, de Lillian Hellman, dirección de Harry Roeck-Hansen, Blancheteatern[16]
- 1954 : Casa de muñecas, de Henrik Ibsen, dirección de Harry Roeck-Hansen, Blancheteatern[17]

### Director
- 1947-1948 : Der var engang, de Holger Drachmann, Skansens friluftsteater

## Radioteatro
- 1946 : Bortom alla väggar, de Gustaf Carlström, dirección de  Johan Falck[18]

## Premios y distinciones
Festival Internacional de Cine de Venecia
| Año  | Categoría             | Película   | Resultado |
| ---- | --------------------- | ---------- | --------- |
| 1942 | Medalla de la Bienale | Snapphanar | Ganador   |